# Dervla Kirwan

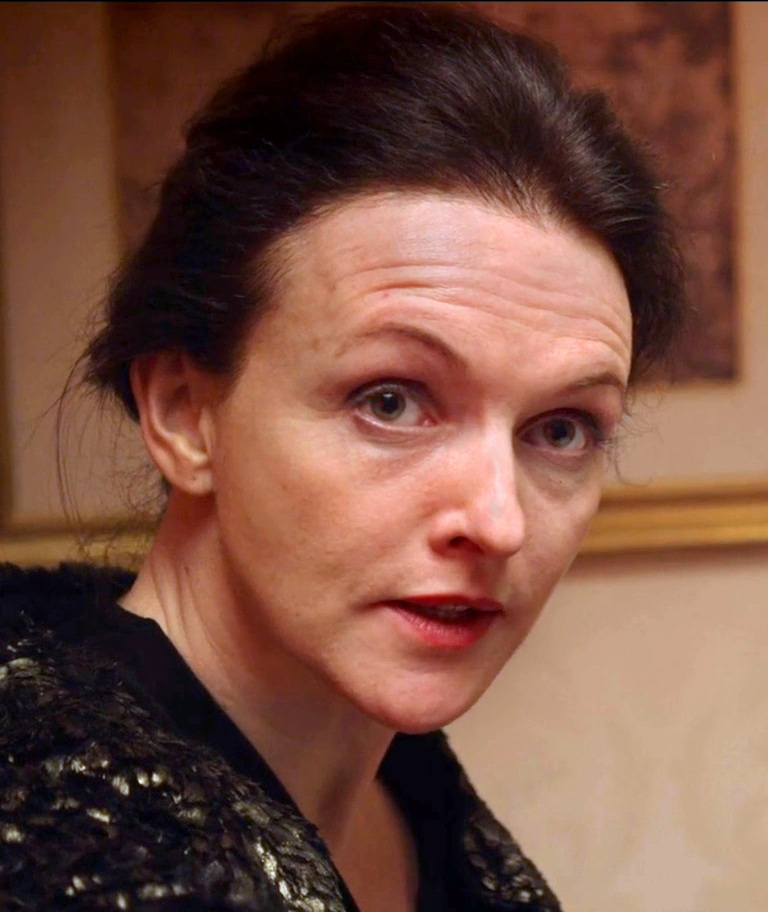
Dervla Kirwan (2016)

Dervla Kirwan (* 24. Oktober 1971 in Churchtown, Dublin) ist eine irische Schauspielerin, die vor allem durch Fernsehrollen bekannt ist.

## Leben
Dervla Kirwan wurde 1971 als Tochter eines Versicherungsagenten und einer Lehrerin in Churchtown, einem Stadtteil im Süden Dublins, geboren. Im Jahr 1991 erlebte sie ihren Durchbruch als Bernadette Kennedy in der Serie A Time to Dance. Weitere Rollen in verschiedenen Serien und Fernsehfilmen folgten. Im Jahr 1993 wurde sie für die Rolle der Phoebe Bamford in der Serie „Goodnight Sweetheart“ engagiert, ehe man ihr 1996 anbot, in der Serie Ballykissangel mitzuspielen. Hier übernahm sie die Rolle der Kneipenbesitzerin Assumpta Fitzgerald.
Im Jahr 1999 spielte sie die weibliche Hauptrolle in Michael Winterbottoms Komödie With or without you an der Seite von Christopher Eccleston. Außerdem war sie in Italienische Verführung – School for Seduction zu sehen. Des Weiteren spielt sie Claire Maxwell in 55 Degrees North, einer britischen Krimiserie. Bekannt ist auch Kirwans Duett mit Dustin the Turkey, einer sprechenden Puppe im Kinderprogramm von Radio Telefís Éireann. Sie sang mit ihm Fairytale of New York. Ihre im September 2005 gestartete Werbekampagne für das britische Einzelhandelsunternehmen Marks & Spencer war ein großer Erfolg und hat der Firma Umsatzsteigerungen beschert.
Während der Dreharbeiten zu Ballykissangel verlobte sich Kirwan mit Stephen Tompkinson, an dessen Seite sie in der Serie spielte. Jedoch wurde die Verlobung später wieder gelöst. Mittlerweile ist Kirwan mit dem Schauspieler Rupert Penry-Jones liiert. Die beiden haben zwei Kinder.

## Filmografie
- 1986: The Fantasist
- 1988: Troubles (TV)
- 1990: The Lilac Bus (TV)
- 1990: Casualty (TV-Serie, eine Folge)
- 1991: Dezemberbraut (December Bride)
- 1991: 4 Play: In the Border Country (TV-Reihe)
- 1992: A Time to Dance (TV-Serie, drei Folgen)
- 1993: A Handful of Stars (TV)
- 1993: Poor Beast in the Rain (TV)
- 1993–1996: Goodnight Sweetheart (TV-Serie, 27 Folgen)
- 1994: Krieg der Knöpfe (War of the Buttons) (Sprechrolle)
- 1996: Father Ted (TV-Serie, eine Folge)
- 1996–1998: Ballykissangel (TV-Serie, 23 Folgen)
- 1997: The Vicar of Dibley (TV-Serie, eine Folge)
- 1997: Mr. White Goes to Westminster (TV)
- 1998: Pete’s Meteor
- 1999: Dunkle Kammern (The Dark Room) (TV)
- 1999: With or Without You
- 1999: Eureka Street (TV-Serie, vier Folgen)
- 1999: The Flint Street Nativity (TV)
- 1999: Das tollste Kaufhaus der Welt (The Greatest Store in the World) (TV)
- 2000: Bee Stung Wasp (Kurzfilm)
- 2000: Happy Birthday Shakespeare (TV)
- 2000–2001: Hearts and Bones (TV-Serie, 13 Folgen)
- 2001: Bombenleger (The Bombmaker) (TV)
- 2001: Shades (TV-Serie, sechs Folgen)
- 2001: Randall & Hopkirk – Detektei mit Geist (Randall & Hopkirk (Deceased), TV-Serie, 1 Folge)
- 2002: Dalziel and Pascoe (TV-Serien, zwei Folgen)
- 2003: Mann heiratet nur zweimal (Double Bill) (TV)
- 2004: The Deputy (TV)
- 2004: Italienische Verführung – School for Seduction (School for Seduction)
- 2005: Casanova (TV-Mehrteiler)
- 2004–2005: 55 Degrees North (TV-Serie, 14 Folgen)
- 2007: Dangerous Parking
- 2007: True Dare Kiss (TV-Serie, sechs Folgen)
- 2008: Doctor Who (TV-Serie, eine Folge)
- 2009: Moving On (TV-Serie, eine Folge)
- 2009: Law & Order: UK (TV-Serie, zwei Folgen)
- 2009: Ondine – Das Mädchen aus dem Meer (Ondine)
- 2010: When the Rain Comes (Kurzfilm)
- 2010: Material Girl (TV-Serie, sechs Folgen)
- 2010: Agatha Christie’s Marple (Fernsehserie, Folge: The Secret of Chimneys)
- 2010: The Silence (TV-Serie, vier Folgen)
- 2011: Luna
- 2011: Injustice – Unrecht! (Injustice) (TV-Mehrteiler)
- 2012: Blackout (TV-Serie, drei Folgen)
- 2012: Entity
- 2017: Mozart in Love (Interlude in Prague)
- 2018: Trautmann
- 2019: Gerichtsmediziner Dr. Leo Dalton (Silent Witness, TV-Serie, 2 Folgen)
- 2020: Ich schweige für dich (The Stranger, TV-Serie, acht Folgen)